# Six Days Seven Nights
Six Days Seven Nights (có nghĩa là Sáu ngày bảy đêm) là một bộ phim phiêu lưu - hài được sản xuất năm 1998 của đạo diễn Ivan Reitman với sự diễn xuất của hai diễn viên chính Harrison Ford và Anne Heche. Kịch bản được viết bởi Michael Browning. Bối cảnh của bộ phim được quay tại Kauai và được phát hành chính thức vào ngày 12 tháng 6 năm 1998.

## Nội dung
Robin Monroe là một nhà báo làm việc tại New York cho Dazzle, một tạp chí thời trang. Cô được bạn trai của mình là Frank dành một tuần đi nghỉ hai người trên hòn đảo thiên đường Makatea ở Nam Thái Bình Dương. Chặng cuối cùng của cuộc hành trình đến Makatea là trên một chiếc máy bay cũ nát nhỏ được điều khiển bởi phi công người Mỹ Quinn Harris, đi kèm với Angelica là một người bạn gái của Quinn.
Sau một hôm nghỉ ngơi trên hòn đảo, sáng hôm sau, Robin được gọi tới Tahiti để giám sát một sự kiện thời trang. Cô thuê Quinn đưa mình tới đó. Tuy nhiên, do không biết trước về diễn biến thời tiết xấu khi họ bay qua một cơn bão, Quinn quyết định điều khiển máy bay trở lại Makatea nhưng chiếc máy bay đã gặp trục trặc buộc họ phải hạ cánh xuống một hòn đảo hoang vắng. Ban đầu, họ tin rằng là đang ở trên một hòn đảo với một bán đảo ở phía bắc mà ở đó có một ngọn hải đăng mà Quinn tin rằng có. Nhưng qua chặng đường dài leo qua các ngọn núi thì họ phát hiện ra thực tế trên một hòn đảo khác và không hề có ngọn hải đăng nào cả. Cuộc chiến cho sự sống còn trên đảo, họ vô tình trở thành những nhân chứng về việc những tên cướp biển đang cướp một chiếc du thuyền và giết hại những người trên chiếc thuyền đó. Quinn và Robin bị phát hiện và bị những tên cướp biển đuổi theo hòng bịt đầu mối.
Trong khi đó, sau khi say rượu và nghĩ rằng Robin đã chết khi cuộc tìm kiếm chiếc máy bay mất tích không có kết quả, Frank ngủ với Angelica sau khi bị quyến rũ.
Khi trốn chạy những tên cướp biển, Quinn và Robin bị bắt, nhưng may mắn thoát bằng cách nhảy xuống biển từ một vách đá. Sau đó, họ tìm thấy một chiếc máy bay của Nhật Bản trong Thế chiến II. Tận dụng các bộ phận của chiếc máy bay đó, Quinn và Robin thành công trong việc tạo cho chiếc máy bay của Quinn thành thủy phi cơ, và bay trở lại Makatea, khi mà những người trên đảo nghĩ rằng họ đã chết và đang tổ chức đám tang cho hai người, cũng như việc thoát khỏi cướp biển. Frank rất hạnh phúc khi thấy Robin sống nhưng căm ghét chính mình vì đã ngủ với Angelica và không thể nói với Robin về điều đó. Robin đi đến bệnh viện nơi Quinn đang hồi phục và nói với anh cảm xúc của mình nhưng Quinn đã từ chối.
Robin sau đó quyết định quay trở lại New York với Frank nhưng tại sân bay ở Tahiti cô thấy rằng cô ấy không thể đi. Frank cuối cùng đã nói về việc anh đã ngủ với Angelica còn Robin cũng đã nói với anh về tình cảm của mình cho Quinn. Họ quyết định rằng chưa phải là tình yêu và Robin đã trả lại chiếc nhẫn đính hôn.
Quinn có một sự thay đổi của trái tim và chạy đến sân bay, tưởng rằng đã quá muộn khi chiếc máy bay cất cánh. Nhưng chiếc máy bay Robin đi chưa thể bay được bởi vì Robin cũng đã hoãn không bay về New York nữa. Quinn tiến lại chỗ Robin và khi hai ánh mắt bắt gặp nhau, họ đã thổ lộ về tương lai và ôm hôn nhau.

## Diễn viên tham gia
- Harrison Ford trong vai Quinn Harris
- Anne Heche trong vai Robin Monroe
- David Schwimmer trong vai Frank Martin
- Jacqueline Obradors trong vai Angelica
- Temuera Morrison trong vai Jager
- Allison Janney trong vai Marjorie
- Douglas Weston trong vai Philippe Sinclair
- Cliff Curtis trong vai Kip
- Danny Trejo trong vai Pierce
- Ben Bode trong vai Tom Marlowe
- Derek Basco trong vai Ricky
- Amy Sedaris trong vai thư ký của Robin

## Sản xuất
Bộ phim được sự hỗ trợ của các diễn viên đóng thế với máy bay. Hiệu ứng được tạo ra mà không cần sự hỗ trợ CGI. Hiện trường vụ tai nạn của chiếc máy bay de Havilland Canada DHC-2 Beaver được thực hiện với một máy bay trực thăng Huey không người lái được hỗ trợ bởi một cáp 200 foot nối với động cơ đang chạy.

## Kết quả
Doanh thu của bộ phim đã vượt trên 70.000.000 USD chi phí sản xuất. Tại Hoa Kỳ, bộ phim thu về 74.329.966 USD, và doanh số quốc tế đạt tổng giá trị 90.509.328 USD, Six Days Seven Nights kết thúc với tổng doanh thu trên toàn thế giới đạt 164.839.294 USD.
Bộ phim nhận được nhiều sự đánh giá khác nhau. Trong đó, 36% số người xem tại trang Rotten Tomatoes đánh giá bộ phim đáng xem trong tổng số 39 đánh giá  và đạt 51% trên trang Metacritic với 23 ý kiến đánh giá.